# Urspringen
Urspringen is een plaats in de Duitse deelstaat Beieren, en maakt deel uit van het Landkreis Main-Spessart.
Urspringen telt 1.429 inwoners.
Arnstein ·
Aura im Sinngrund ·
Birkenfeld ·
Bischbrunn ·
Burgsinn ·
Erlenbach bei Marktheidenfeld ·
Esselbach ·
Eußenheim ·
Fellen ·
Frammersbach ·
Gemünden am Main ·
Gössenheim ·
Gräfendorf ·
Hafenlohr ·
Hasloch ·
Himmelstadt ·
Karbach ·
Karlstadt ·
Karsbach ·
Kreuzwertheim ·
Lohr am Main ·
Marktheidenfeld ·
Mittelsinn ·
Neuendorf ·
Neuhütten ·
Neustadt am Main ·
Obersinn ·
Partenstein ·
Rechtenbach ·
Retzstadt ·
Rieneck ·
Roden ·
Rothenfels ·
Schollbrunn ·
Steinfeld ·
Thüngen ·
Triefenstein ·
Urspringen ·
Wiesthal ·
Zellingen